# Pala dels Pelats
El Pala dels Pelats és una muntanya de 927 metres que es troba a la carena de la Serra de Montroig, entre els municipis de Camarasa i de Les Avellanes i Santa Linya, a la comarca catalana de la Noguera.